# Saint-Félix-de-Pallières
Saint-Félix-de-Pallières è un comune francese di 229 abitanti situato nel dipartimento del Gard, nella regione dell'Occitania.

## Società

### Evoluzione demografica
Abitanti censiti